# حي المروج (الرياض)
حي المروج هو أحد أحياء شمال الرياض التابعة لبلدية العليا ، ويحده من الشمال الطريق الدائري الشمالي ومن الشرق طريق الملك عبد العزيز ومن الجنوب طريق لإمام سعود بن عبد العزيز بن محمد ومن الغرب طريق الملك فهد

يجاوره من الشمال حي الغدير ومن الشمال الشرقي حي النفل ومن الشرق حي المصيف ومن الجنوب الشرقي حي المرسلات ومن الجنوب حي الملك فهد ومن الجنوب الغربي حي المحمدية ومن الغرب حي النخيل الشرقي ومن الشمال الغربي مركز الملك عبد الله المالي

ويتخلله خمسة شوارع رئيسية هي :
- طريق العليا
- شارع المغيرة بن شعبة
- شارع الأمير تركي بن عبد العزيز (الثاني)
- شارع تمير
- شارع ابن سينا[3]

وابرز الاماكن المتواجدة فيه هيا : 
- مبنى الخطوط الجوية العربية السعودية
- برج مصرف الراجحي - الإدارة العامة
- سوق الشمال للخضار والفواكه
- فندق كورت يارد
- المحكمة العليا